# Cystidia chinensis
Cystidia chinensis är en fjärilsart som beskrevs av Swinhoe 1902. Cystidia chinensis ingår i släktet Cystidia och familjen mätare. Inga underarter finns listade i Catalogue of Life.